# Татаренко, Александр Юрьевич
Александр Юрьевич Татаренко (род. 16 июля 1960, Изобильный, Ставропольский край, РСФСР, СССР) — российский военачальник. Командующий 14-й армией ВВС и ПВО Центрального военного округа (2016—2020), командующий 11-й армией ВВС и ПВО Восточного военного округа (2013—2015). Генерал-лейтенант (2015).

## Биография
В 1981 году окончил Ставропольское высшее военное авиационное училище летчиков и штурманов ПВО имени В. А. Судца, в 1994 году окончил Военную командную академию ПВО имени Маршала Советского Союза Г. К. Жукова, в 2007 году окончил Военную академию Генерального штаба Вооружённых Сил РФ.
Служил на Дальнем Востоке, Урале, в Сибири и северных регионах России. Прошёл все должности от лётчика до командующего объединением ВВС и ПВО (до 2006 года — начальник штаба — первый заместитель командира 21-го корпуса ВВС и ПВО, с августа 2013 года — командующий 3-м Командованием ВВС и ПВО (с 1.08.2015 — 11-я армия ВВС и ПВО) Восточного военного округа.
Указом Президента РФ от 12 января 2016 года назначен командующим 14-й армией ВВС и ПВО Центрального военного округа.
Освобождён от должности и уволен с воинской службы по достижении предельного возраста в августе 2020 года.
Освоил самолёты Су-15тм, Су-27 и Ан-26. Военный лётчик 1-го класса.

## Награды
- Орден «За военные заслуги»,
- Медаль ордена «За заслуги перед Отечеством» II степени,
- Медаль «За боевые заслуги»,
- Медали СССР,
- Медали РФ.